# Величко, Владимир Сидорович
Влади́мир Си́дорович Вели́чко (1922—1944) — старший лейтенант Рабоче-крестьянской Красной Армии, участник Великой Отечественной войны, Герой Советского Союза (1944).

## Биография
Родился в 1922 году в селе Новокрасное (ныне — Арбузинский район Николаевской области Украины) в крестьянской семье. Получил среднее образование, проживал в городе Рогачёве Гомельской области Белорусской ССР. В 1941 году призван на службу в Рабоче-крестьянскую Красную Армию. Окончил Гомельское военное пехотное училище, которое в сентябре находилось в городе Кирсанов Тамбовской области. С 1942 года — на фронте Великой Отечественной войны.
5 августа 1943 года старший лейтенант Владимир Величко командовал миномётной ротой 3-го стрелкового батальона 722-го стрелкового полка 206-й стрелковой дивизии 47-го стрелкового корпуса 40-й армии Воронежского фронта. 12 августа 1943 года был награждён орденом Красной Звезды.
В сентябре 1943 года командир 2-й миномётной роты 722-го стрелкового полка 206-й стрелковой дивизии 21-го стрелкового корпуса 47-й армии Воронежского фронта Величко отличился во время битвы за Днепр. 25 сентября рота Величко во главе с командиром, несмотря на массированный вражеский огонь, переправилась через Днепр в районе села Пекари Каневского района Черкасской области. Заняв огневую позицию на западном берегу реки, рота уничтожила пять вражеских огневых точек, что способствовало успешному захвату плацдарма полковыми подразделениями и переправе через реку основных сил. 27 сентября миномётным огнём рота успешно отражала вражеские контратаки, уничтожив около 70 вражеских солдат и офицеров. 12 октября 1943 года в боях за высоту 243.2 рота уничтожила три пулемёта. 20 октября 1943 года Воронежский фронт был переименован в 1-й Украинский фронт.
Указом Президиума Верховного Совета СССР от 3 июня 1944 года за «образцовое выполнение боевых заданий командования на фронте борьбы с немецкими захватчиками и проявленные при этом мужество и героизм» старший лейтенант Владимир Величко был удостоен высокого звания Героя Советского Союза с вручением ордена Ленина и медали «Золотая Звезда».
К осени 1944 года В. С. Величко, по неизвестной пока причине, был направлен в 9-й отдельного штрафного батальона 1-го Украинского фронта. В октябре 1944 года батальон вёл бои в Низких Бескидах на территории Чехословакии. На подступах к городу Свидник 29 октября 1944 года Владимир Величко пропал без вести.

## Награды и звания
- Герой Советского Союза
- Орден Ленина
- Медаль "Золотая Звезда"

## Память
- Имя Героя в Рогачёве присвоено улице[10], средней школе № 4, пионерской дружине.
- В Рогачёве на Аллее Героев в парке Пионеров в честь В. С. Величко установлен постамент.